# Chailles
Chailles ist eine französische Gemeinde im Département Loir-et-Cher in der Region Centre-Val de Loire. Die Bevölkerung beläuft sich auf 2708 Einwohner (Stand: 1. Januar 2022). Chailles gehört zum Arrondissement Blois und zum Kanton Blois-3. Die Einwohner werden Chaillois genannt.

## Geographie
Chailles liegt zwischen Orléans und Tours am Cosson, einem Nebenfluss der Loire, die die nordwestliche Gemeindegrenze bildet. Umgeben wird Chailles von den Nachbargemeinden Blois im Norden, Saint-Gervais-la-Forêt im Nordosten, Cellettes im Osten, Seur im Südosten, Les Montils im Süden, Candé-sur-Beuvron im Südwesten sowie Valloire-sur-Cisse im Südwesten und Westen.

## Bevölkerungsentwicklung
| 1962 | 1968 | 1975 | 1982 | 1990 | 1999 | 2006 | 2017 |
| ---- | ---- | ---- | ---- | ---- | ---- | ---- | ---- |
| 769  | 1014 | 1249 | 1556 | 1602 | 2019 | 2377 | 2680 |

## Sehenswürdigkeiten
- Kirche Saint-Martin, wieder errichtet im 15./16. Jahrhundert, restauriert im 19. Jahrhundert
- Schloss Le Plessis-Villelouet, Monument historique
- Schloss La Pigeonnière, Monument historique

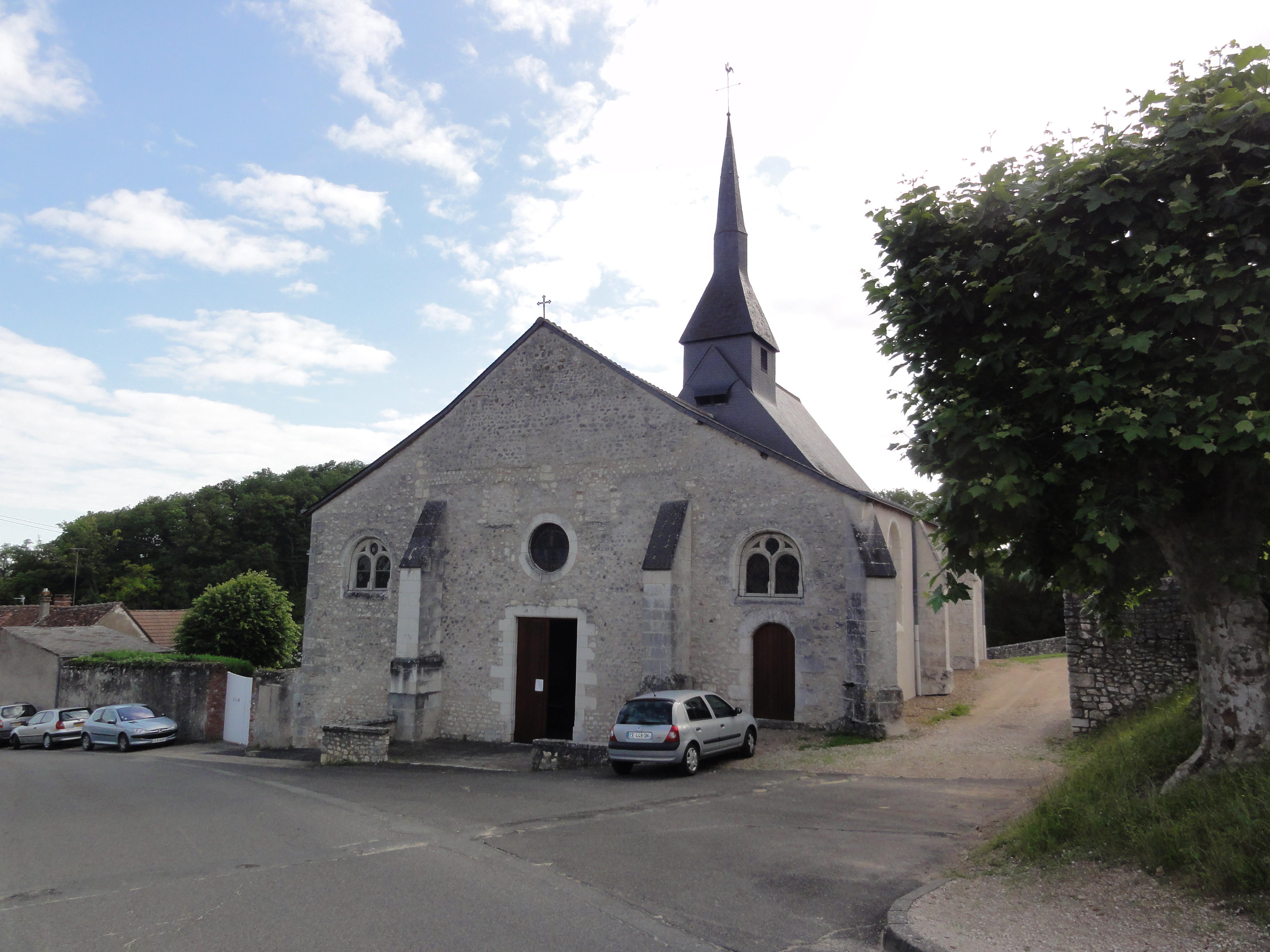
Kirche Saint-Martin
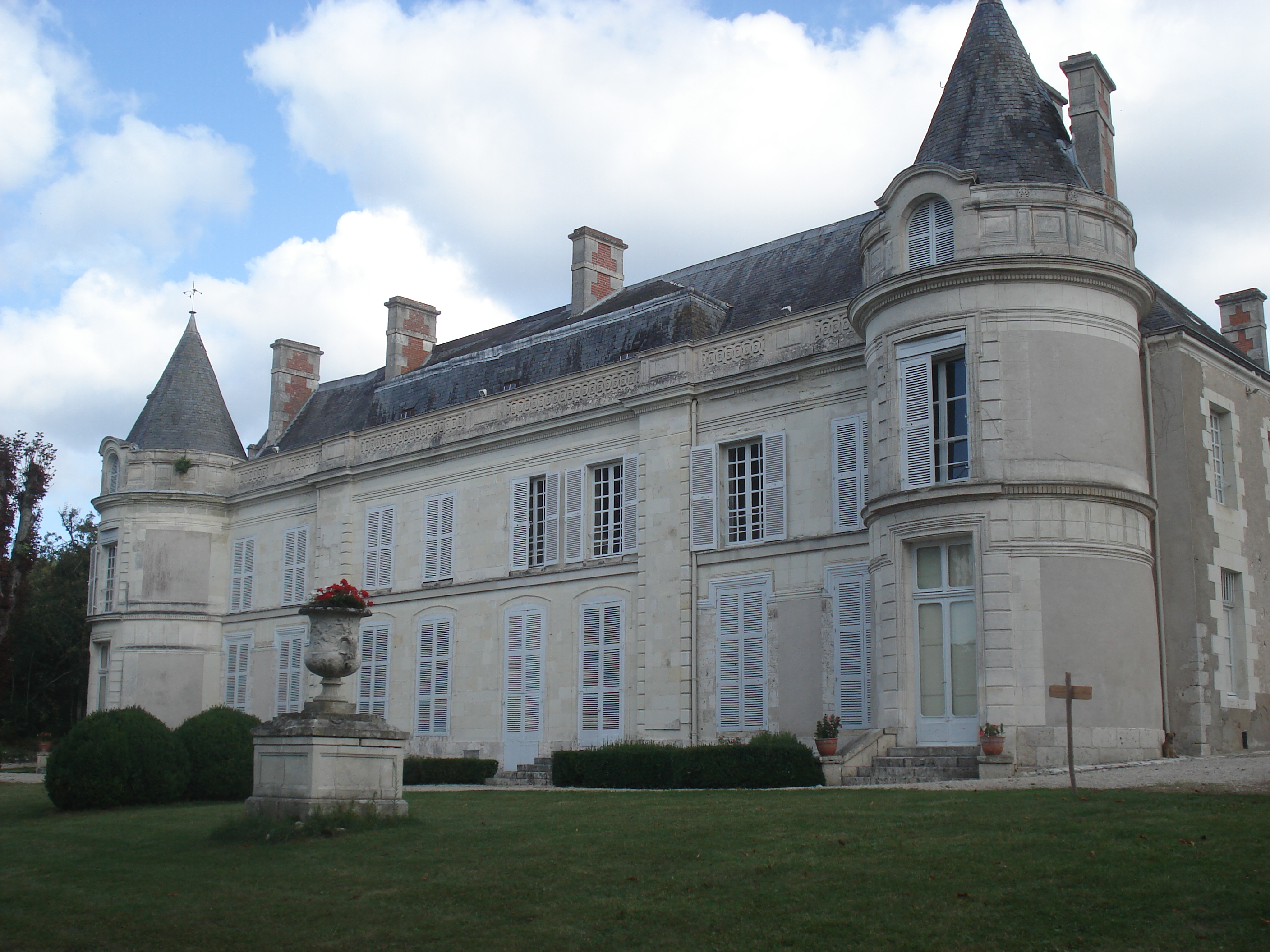
Schloss Le Plessis-Villelouet
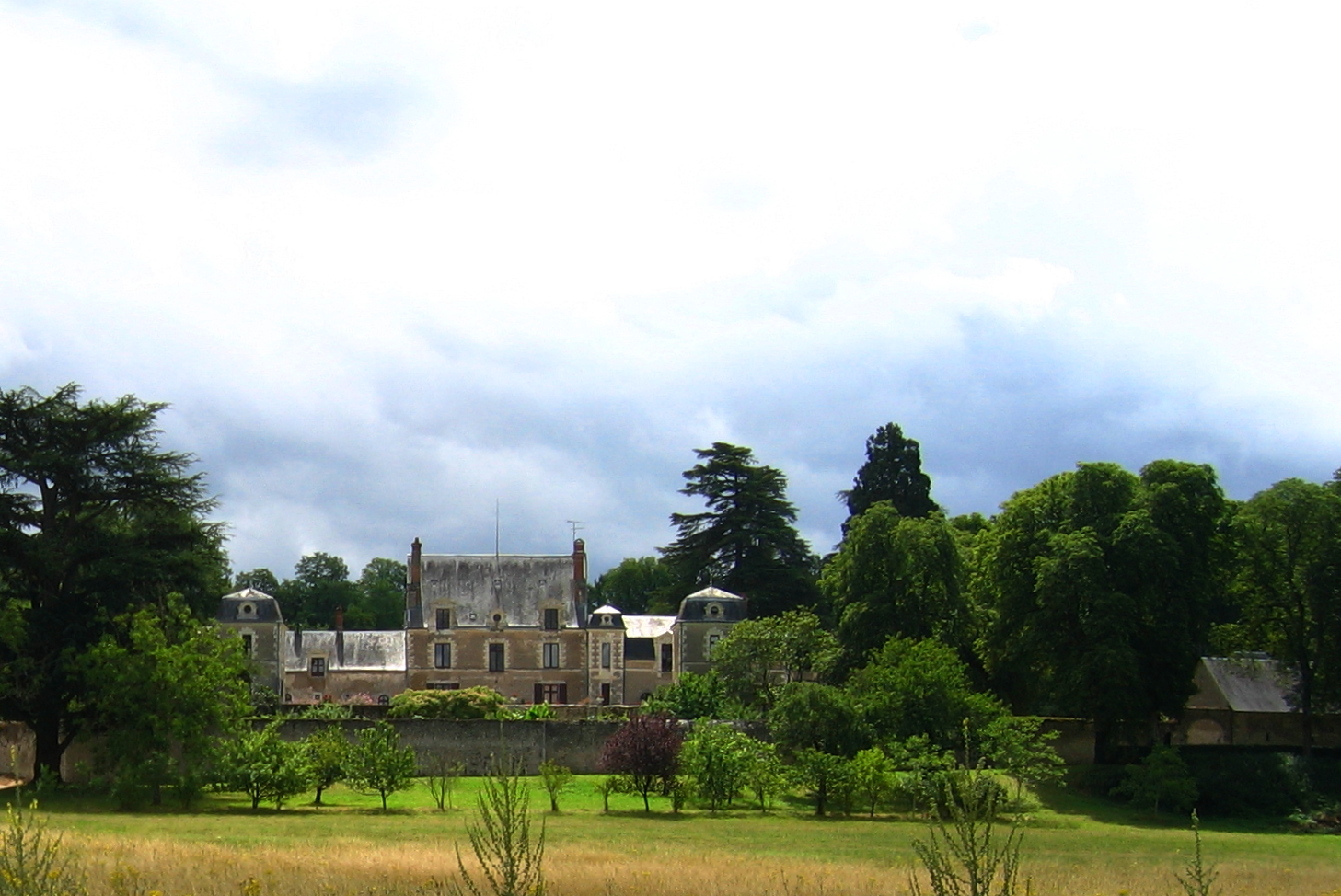
Schloss Pigeonnière

## Persönlichkeiten
- Colette Beaune (* 1943), Mediävistin